# مقلدها (رمان)
مقلدها (به انگلیسی: The Comedians) رمانی است نوشتهٔ گراهام گرین نویسندهٔ انگلیسی. ماجرای رمان مقلدها در کشور هاییتی اتفاق می‌افتد.
این کتاب توسط محمد علی سپانلو به فارسی ترجمه شده‌است؛ و در سال‌های مختلف توسط ناشرین مختلف به چاپ رسیده‌است.

## خلاصه داستان
کشتی مده آ با مسافرانش به سوی جهنمی که پیش از این بهشتی بود؛ پیش می‌رود. آقا و خانم اسمیت یک زن و شوهر خیالباف و با حسن نیت آمریکایی آمده‌اند، در کشور قحطی زدهٔ هائیتی، یک مرکز گیاهخواری راه بیندازند. آن‌ها بر این باورند که گیاهخواری درمان درد خشونت و بیداد آدمیزاد است؛ ولی به قول راوی داستان این کار تحصیل حاصل است، چون در این مملکت بینوا اکثر مردم گوشتی نصیبشان نمی‌شود که بخورند. با این همه خشونت در بالاترین حد خویش است. براون، که صاحب هتلی در این کشور بی مسافر است، حال که خریداری برای هتلش نیافته‌است به کشور ترس و نومیدی بازمی‌گردد تا دستکم محبوبه اش را از دست ندهد و اما جونز، آیا سرگرد ارتش است یا این عنوان را به قصد تلبیس و تزویر به خود بسته‌است؟ براون که به او شک برده بود، می‌توانست با او سرگرم بماند، اگر یکی از ترفندهای جونز پای خود براون را هم به ماجرا نمی‌کشانید. اسمیت، براون و جونز محورهای این مضحکهٔ شورانگیز و گهگاه خونین هستند، مضحکه‌ای که گراهام گرین در صحنهٔ هائیتی در این نمایش خون جایی که مرگ در مراسم آیینی می‌رقصد با شگردهای سینمایی و شیوه‌های گزارش‌نویسی که در آثارش ورز و پختگی یافته روایت می‌کند و نقش بازانش را در فضایی از جد و طنز که ویژهٔ اوست به حرکت درمی‌آورد.

## شخصیت‌ها
آقای براون: او روای داستان و صاحب هتلی به نام تریانون در پایتخت هاییتیپرتو پرنس است.
آقا و خانم اسمیت: آقای اسمیت در سال ۱۹۴۸ نامزد انتخابات ریاست جمهوری بوده‌است. او و همسرش خانم اسمیت در آرزوی راه انداختن یک مرکز گیاهخواری به هاییتی سفر می‌کنند.
سرگرد جونز: از مسافران کشتی مده آ که قصد سفر به هاییتی دارد.
مارتا پیندا: معشوقهٔ آقای براون و همسر سفیر اروگوئه در هاییتی (لوییس پیندا) است.